# Oost-Delhi
Oost-Delhi is een district van het Indiase Nationaal Hoofdstedelijk Territorium van Delhi. In 2001 telde het district 1.448.770 inwoners op een oppervlakte van 64 km². Een deel van het grondgebied werd in 2012 echter overgeheveld naar het nieuw gevormde district Shahdara.
Het district ligt samen met de districten Shahdara en Noordoost-Delhi op de linkeroever van de rivier de Yamuna, tegenover de rest van Delhi.

## Plaatsen
Het district bestaat qua inwoneraantal voor een aanzienlijk deel uit de gemeente Delhi. Toch zijn er een paar plaatsen die buiten de gemeente Delhi vallen:
- Patparganj (of Gharonda Neemka Bangar)
- Gharoli
- Kondli
- Dallo Pura
- Chilla Saroda Bangar